# Лалан (Верхние Пиренеи)
Лала́н (фр. Lalanne, окс. La Lana) — коммуна во Франции, находится в регионе Юг — Пиренеи. Департамент — Верхние Пиренеи. Входит в состав кантона Кастельно-Маньоак. Округ коммуны — Тарб.
Код INSEE коммуны — 65249.

## География

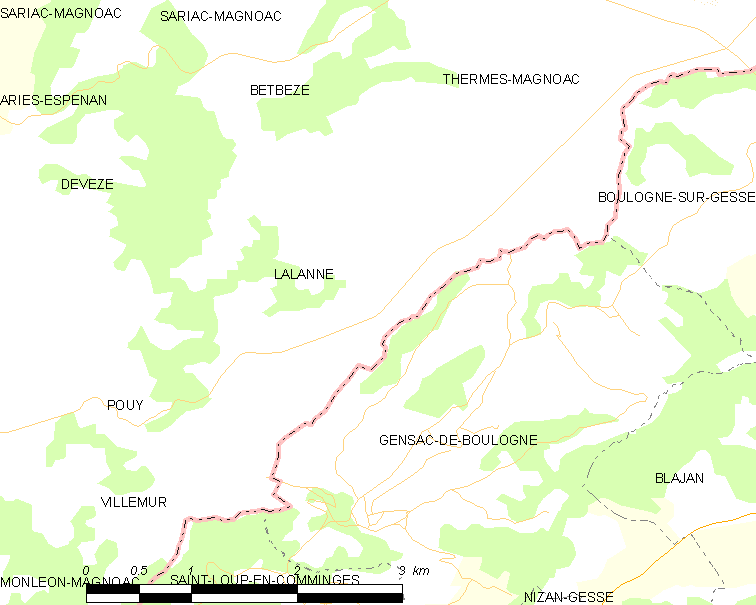
Карта коммуны

Коммуна расположена приблизительно в 640 км к югу от Парижа, в 80 км юго-западнее Тулузы, в 45 км к востоку от Тарба.
По территории коммуны протекают реки Арратс и Жимон.

## Климат
Климат умеренно-океанический с солнечной тёплой погодой и обильными осадками на протяжении практически всего года.

## Население
Население коммуны на 2010 год составляло 85 человек.
| 1962 | 1968 | 1975 | 1982 | 1990 | 1999 | 2010 |
| ---- | ---- | ---- | ---- | ---- | ---- | ---- |
| 92   | 86   | 78   | 67   | 58   | 65   | 85   |

## Администрация
| Период | Период | Фамилия     | Партия | Примечания |
| ------ | ------ | ----------- | ------ | ---------- |
| 2008   | 2020   | Пьер Люскан |        |            |

## Экономика
В 2010 году среди 45 человек трудоспособного возраста (15-64 лет) 32 были экономически активными, 13 — неактивными (показатель активности — 71,1 %, в 1999 году было 72,7 %). Из 32 активных жителей работали 30 человек (18 мужчин и 12 женщин), безработных было 2 (2 мужчин и 0 женщин). Среди 13 неактивных 3 человека были учениками или студентами, 5 — пенсионерами, 5 были неактивными по другим причинам.